# Carmen Marton
Carmen Marton (Melbourne, 30 de junio de 1986) es una deportista australiana que compitió en taekwondo. Sus hermanos Caroline y Jack compitieron en el mismo deporte.
Ganó dos medallas en el Campeonato Mundial de Taekwondo, oro en 2013 y bronce en 2005, una medalla de bronce en el Campeonato Asiático de Taekwondo de 2004 y dos medallas en el Campeonato de Oceanía de Taekwondo, oro en 2019 y bronce en 2018.
Participó en tres Juegos Olímpicos de Verano, entre los años 2008 y 2016, ocupando el quinto lugar en Londres 2012, en la categoría de –67 kg.

## Palmarés internacional
| Campeonato Mundial    | Campeonato Mundial          | Campeonato Mundial | Campeonato Mundial |
| Año                   | Lugar                       | Medalla            | Categoría          |
| --------------------- | --------------------------- | ------------------ | ------------------ |
| 2005                  | Madrid (España)             | Medalla de bronce  | –63 kg             |
| 2013                  | Puebla (México)             | Medalla de oro     | –62 kg             |
| Campeonato Asiático   |                             |                    |                    |
| Año                   | Lugar                       | Medalla            | Categoría          |
| 2004                  | Seongnam (Corea del Sur)    | Medalla de bronce  | –63 kg             |
| Campeonato de Oceanía |                             |                    |                    |
| Año                   | Lugar                       | Medalla            | Categoría          |
| 2018                  | Mahina (Polinesia Francesa) | Medalla de bronce  | –57 kg             |
| 2019                  | Apia (Samoa)                | Medalla de oro     | –57 kg             |